# 66671 Sfasu
66671 Sfasu è un asteroide della fascia principale. Scoperto nel 1999, presenta un'orbita caratterizzata da un semiasse maggiore pari a 2,3842166 UA e da un'eccentricità di 0,2954986, inclinata di 21,27909° rispetto all'eclittica.
L'asteroide è dedicato all'Università Statale Stephen F. Austin tramite l'acronimo del suo nome in lingua inglese, Stephen F. Austin State University.